# Kaprosuchus
Kaprosuchus es un género extinto de cocodrilomorfo perteneciente a la familia Mahajangasuchidae. Se le conoce por un cráneo casi completo recogido en la Formación Echkar del Cretácico tardío (Cenomaniense) de Níger. Su nombre significa "cocodrilo jabalí", del griego kapros ("jabalí") y souchos ("cocodrilo") en referencia a sus inusualmente grandes caninos que recuerdan a los del jabalí. Recibió el apodo "BoarCroc" de Paul Sereno y Hans Larsson, que fueron los primeros en describir el género en ZooKeys en 2009, a la vez que otros cocodrilomorfos del Sáhara como Anatosuchus y Laganosuchus. La especie tipo es K. saharicus.

## Descripción

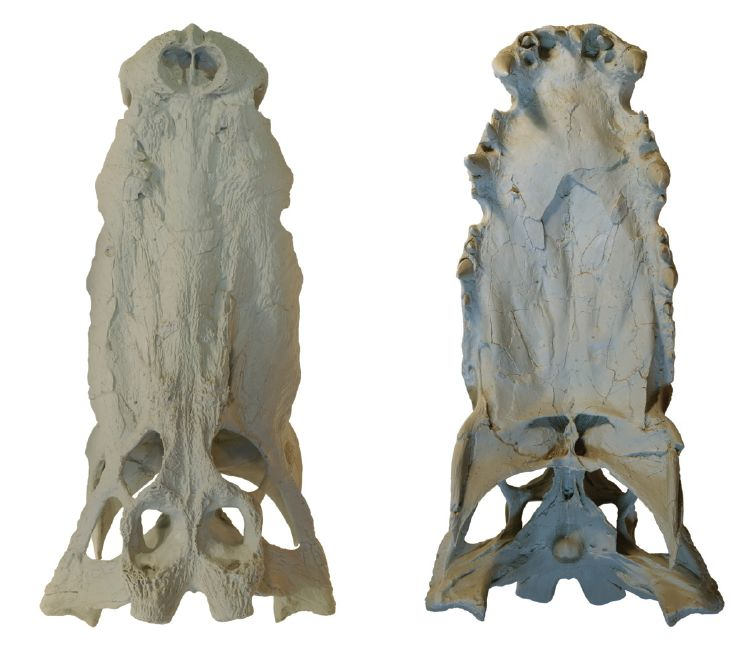
Cráneo en vistas dorsal (izquierda) y ventral (derecha). Longitud de 507 mm

Kaprosuchus es conocido a partir de un cráneo casi completo en el cual la mandíbula mide 603 milímetros de largo, de lo que se estima que el animal entero debió rondar los 6 metros de longitud. Posee tres pares de dientes caniniformes a modo de colmillos que se proyectan sobre y por debajo del cráneo, de los cuales los de la mandíbula encajan en unas muescas en el maxilar. Este tipo de dentadura no había sido visto en ningún otro crocodiliforme. Otra característica única de Kaprosuchus es la presencia de grandes cuernos rugosos formados por los huesos escamosal y parietal que se proyectan hacia atrás en el cráneo. Proyecciones similares de menor tamaño son también vistas en su pariente cercano Mahajangasuchus.
El hocico de Kaprosuchus muestra proporciones más generales y las fosas nasales se posicionan dorsalmente. En Kaprosuchus muchos de los dientes están hipertrofiados y comprimidos labiolingualmente (lateralmente), a diferencia de los de los crocodiliformes con hocicos aplanados de forma similar, que tienen dientes cónicos y de longitud moderada. Otra diferencia entre el cráneo de Kaprosuchus y el de los crocodiliformes que también poseen hocicos comprimidos dorsoventralmente es la gran profundidad de la parte posterior del cráneo.

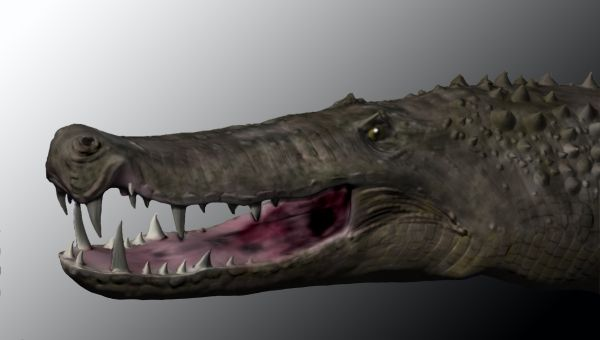
Recreación de la cabeza

En Kaprosuchus, las órbitas oculares se abren lateralmente y están en un ángulo levemente más dirigido hacia adelante que hacia arriba. Las órbitas giradas hacia adelante sugieren que tenía cierto grado de visión estereoscópica, es decir, una superposición en el campo visual del animal.
Las superficies del premaxilar son rugosas con los bordes elevados sobre el cuerpo del hueso, lo que sugiere que había un escudo queratinoso que se apoyaría en las rugosidades en la punta del hocico. A lo largo de la sutura interpremaxilar, el área en donde se encuentran ambos premaxilares, la superficie es suave, dándole a las rugosidades de los premaxilares la apariencia de un bigote en vista anterior.

## Clasificación
Kaprosuchus es un miembro de la familia Mahajangasuchidae junto al cercanamente relacionado Mahajangasuchus insignis del Cretácico Superior de Madagascar. Aunque difiere por mucho de otros crocodiliformes conocidos, Kaprosuchus comparte varias características con Mahajangasuchus. Estas incluyen la eliminación de casi todas las suturas excepto la parte posterior de la sutura internasal; una fosa articular externa situada lateralmente; la posición de la articulación de la mandíbula bajo los dientes posteriores maxilares; una profunda sínfisis mandibular orientada anterodorsalmente; un ectopterigoide que desciende verticalmente que se inserta levemente en el margen lateral del yugal; un septo coanal acampanado que forma un pie articular para el hueso palatino; y la proyección dorsal en forma de cuerno en el borde externo del escamosal (aunque estos se desarrollan más en Kaprosuchus que en Mahajangasuchus).

## Paleobiología

### Dieta

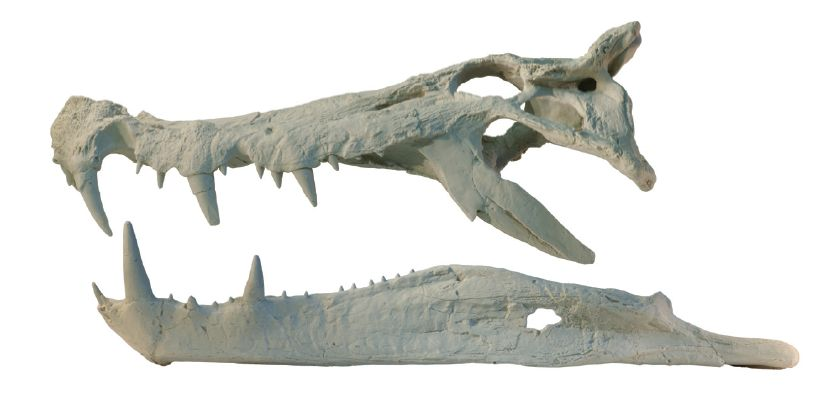
Perfil del cráneo.

Se piensa que Kaprosuchus era un depredador principalmente terrestre, si no de manera exclusiva. La evidencia de este comportamiento incluye la posición lateral y algo hacia delante de los ojos, lo que sugiere una vista estereocópica. Esto a diferencia de muchos neosuquios, incluyendo a los actuales crocodilianos, en los cuales las órbitas oculares se posicionan dorsalmente como una adaptación a la depredación en el agua en donde la cabeza puede mantenerse sumergida mientras los ojos permanecen sobre la superficie.
Evidencia adicional de su comportamiento terrestre se halla en los dientes y la mandíbula. Los enormes caniniformes tienen bordes afilados y son relativamente rectos, a diferencia de los dientes recurvados, cónicos y con estriaciones de los crocodiliformes acuáticos. Dado que el proceso retroarticular de la mandíbula es largo, es probable que las mandíbulas fueran capaces de abrirse rápidamente con una gran apertura para permitirle a los caniniformes opuestos suficiente espacio. Los huesos nasales fusionados pudieron haberle provisto un refuerzo para las mandíbulas contra las fuerzas de compresión asociadas con una mordida poderosa. Las narinas exteriores posicionadas dorsalmente serían una protección contra los impactos si el animal cargaba contra una presa con su robusto hocico. El escudo de queratina que se cree cubría la punta del hocico le pudo proporcionar protección adicional.